# Heino Kaack

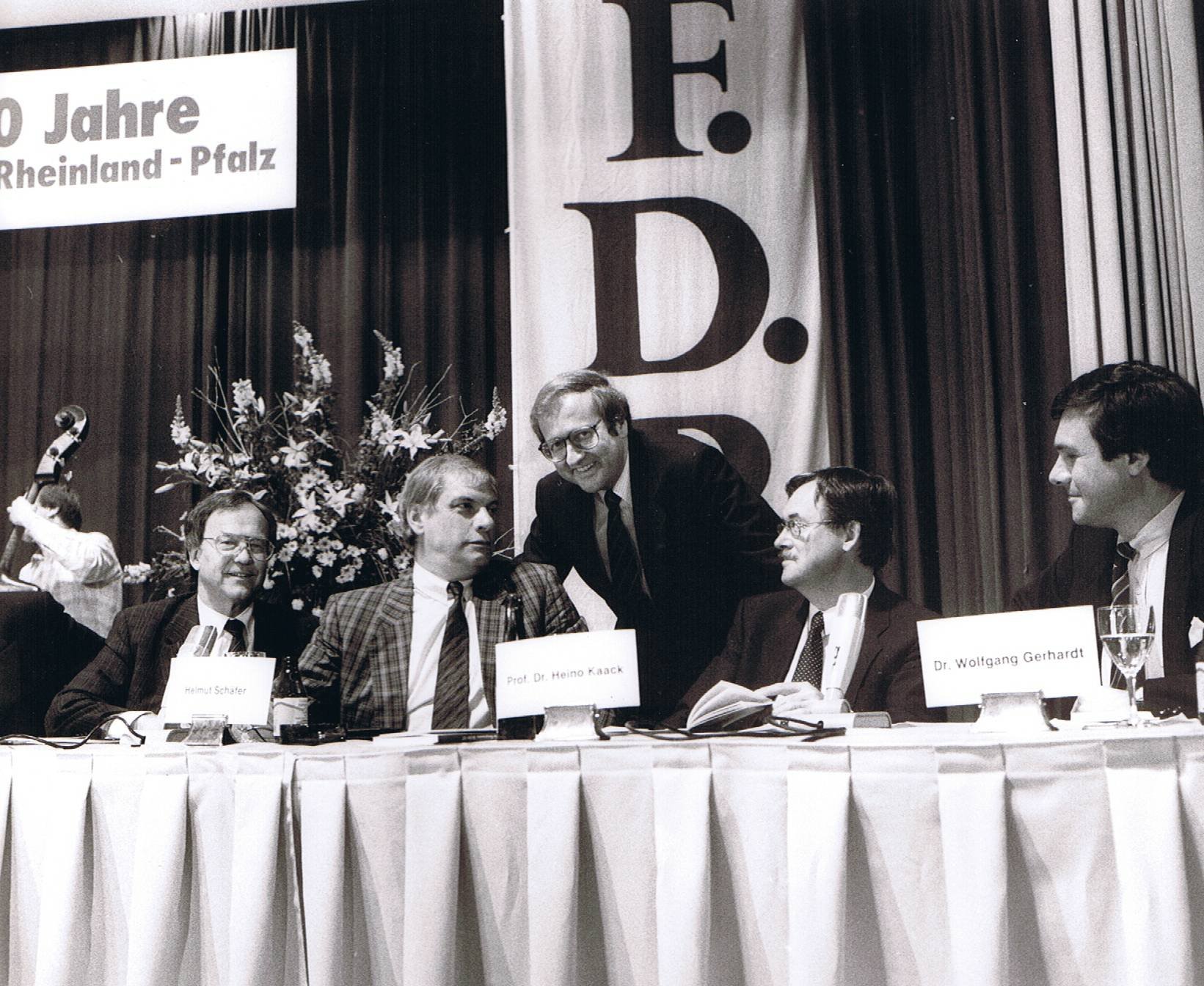
Heino Kaack 1987 beim Landesparteitag der FDP Rheinland-Pfalz in Bad Kreuznach.

Heino Kaack (* 19. Juni 1940 in Kiel; † 8. März 1998) war ein deutscher Politik- und Verwaltungswissenschaftler, der sich insbesondere mit der Parteien- und Wahlforschung beschäftigt und über diese publiziert hat.

## Leben
Kaack studierte nach seiner Reifeprüfung an der Gelehrtenschule in Kiel (1960) vom Sommersemester 1960 bis zum Wintersemester 1963/64 an der Christian-Albrechts-Universität zu Kiel Politikwissenschaft, Soziologie und Geschichte sowie Altphilologie und Rechtswissenschaft. Seit 1961 war er dort wissenschaftliche Hilfskraft, 1964 wissenschaftlicher Angestellter beim Seminar für Wissenschaft und Geschichte der Politik und promovierte 1965 bei Michael Freund. Anschließend arbeitete er seit 1965 als Verlagsassistent. Als Wissenschaftlicher Rat und Mitarbeiter des Politikwissenschaftlers Hans-Peter Schwarz arbeitete er dann an der Universität Hamburg und habilitierte sich dort. 
Im Jahre 1972 wurde Kaack auf eine Professur für Politikwissenschaft mit den Schwerpunkten Empirische Politikforschung und Politische Soziologie an der Erziehungswissenschaftlichen Hochschule Rheinland-Pfalz, Abteilung Koblenz, berufen. Die Arbeit als Parteienforscher setzte er bis in die Mitte der 1980er Jahre fort. Ab 1976 arbeitete er am Aufbau des Informatikstudienganges mit und begründete zahlreiche Kooperationen mit Bundes-, Landes- und kommunalen Institutionen. In diesem Zusammenhang legte er die Grundlage für das Fach Verwaltungsinformatik an der Universität Koblenz-Landau. Er war von 1991 bis zu seinem Tod einer der Leiter der Forschungsstelle für Verwaltungsinformatik an der Universität Koblenz-Landau, an der er weiterhin eine Professur für Politikwissenschaft innehatte. Er förderte wissenschaftlichen Nachwuchs wie z. B. den Politikwissenschaftler Ulrich Sarcinelli, ebenfalls Professor an der Universität Koblenz-Landau.

## Werke
- Die Parteien in der Verfassungswirklichkeit der Bundesrepublik. 2. Aufl. Bonn, 1964, Bundeszentrale für Politische Bildung
- Das Problem der außenpolitischen Alternative für Deutschland. Ein Beitrag zur Analyse der Anfänge der westdeutschen Außenpolitik nach 1945 unter besonderer Berücksichtigung der Konzeption Kurt Schumachers. Dissertation Universität Kiel 1965.
- Zwischen Verhältniswahl und Mehrheitswahl. Leske, Opladen 1967
- Wahlkreisgeographie und Kandidatenauslese, dargestellt am Beispiel der Bundestagswahl 1965. Westdeutscher Verlag, Köln und Opladen, 1969.
- Wer kommt in den Bundestag? Leske, Opladen 1969
- Geschichte und Struktur des deutschen Parteiensystems. Westdeutscher Verlag, Opladen, 1971 (Habilitationsschrift Universität Hamburg)
- Zur Geschichte und Programmatik der Freien Demokratischen Partei. Hain, Meisenheim am Glan, 1976
- mit Ursula Kaack (Hrsg.): Parteien-Jahrbuch 1973/74. Meisenheim, 1977
- mit Ursula Kaack (Hrsg.): Parteien-Jahrbuch 1975. Meisenheim, 1978
- mit Reinhold Roth (Hrsg.): Parteien-Jahrbuch 1976. Hain,  Meisenheim, 1979
- Die FDP. Grundriß und Materialien zu Geschichte, Struktur und Programmatik. 3. Aufl. Hain, Meisenheim, 1979
- mit Reinhold Roth (Hrsg.): Handbuch des deutschen Parteiensystems, Band 1: Parteienstruktur und Legitimation des Parteiensystems, Band 2: Programmatik und Politische Alternativen der Bundestagsparteien, UTB 1018 + 1019, Leske, Opladen, 1980